# World Seniors Championship 2020
Il World Seniors Championship 2020 è stato il primo evento del World Seniors Tour della stagione 2020-2021 di snooker, ed è l'11ª edizione di questo torneo, che si è disputato dal 19 al 22 agosto 2020, presso il Crucible Theatre di Sheffield, in Inghilterra.
Il torneo è stato vinto dall'inglese Jimmy White, che si è aggiudicato così il suo terzo World Seniors Championship e il secondo consecutivo ed il suo quinto evento del World Seniors Tour. Inoltre, con questo successo White si è anche garantito un posto nel Champion of Champions 2020.
| Campione in carica  | Jimmy White   | 5-3 | 2020: | Vincitore        |
| Finalista in carica | Darren Morgan | 5-3 | 2020: | Quarti di finale |

## Montepremi
- Vincitore: £25000
- Finalista: £10000
- Semifinalisti: £7500
- Quarti di finale: £3000
- Miglior break della competizione: £1500

## Fase a eliminazione diretta
| N° | Giocatore       | Precedenti partecipazioni                                | Miglior risultato nel Campionato mondiale professionistico |
| -- | --------------- | -------------------------------------------------------- | ---------------------------------------------------------- |
| 1  | Jimmy White     | 7 (2010, 2011, 2012, 2013, 2015, 2016, 2019)             | Finale (1984, 1990, 1991, 1992, 1993, 1994)                |
| 2  | Darren Morgan   | 6 (2011, 2012, 2013, 2015, 2016, 2019)                   | Semifinale (1994)                                          |
| 3  | Joe Johnson     | 9 (2010, 2011, 2012, 2013, 2015, 2016, 2017, 2018, 2019) | Vittoria (1986)                                            |
| 4  | Tony Knowles    | 9 (2010, 2011, 2012, 2013, 2015, 2016, 2017, 2018, 2019) | Semifinale (1983, 1985, 1986)                              |
| 5  | Peter Lines     | 4 (2010, 2015, 2016, 2017)                               | Sedicesimi di finale (1998)                                |
| 6  | Aaron Canavan   | 1 (2018, 2019)                                           |                                                            |
| 7  | Leo Fernandez   | 1 (2019)                                                 | Sedicesimi di finale (1999)                                |
| 8  | Stephen Hendry  | 4 (2013, 2017, 2018, 2019)                               | Vittoria (1990, 1992, 1993, 1994, 1995, 1996, 1999)        |
| 9  | Nigel Bond      | 6 (2010, 2011, 2012, 2013, 2015, 2016)                   | Finale (1995)                                              |
| 10 | Ken Doherty     | 3 (2010, 2015, 2016)                                     | Vittoria (1997)                                            |
| 11 | Rodney Goggins  | 0                                                        |                                                            |
| 12 | Patrick Wallace | 1 (2017, 2018)                                           | Quarti di finale (2001)                                    |
| 13 | Wayne Cooper    | 0                                                        |                                                            |
| 14 | Gary Filtness   | 4 (2013, 2015, 2016, 2018)                               |                                                            |
| 15 | Michael Judge   | 0                                                        | Ottavi di finale (2001)                                    |
| 16 | Dennis Taylor   | 9 (1991, 2010, 2011, 2012, 2013, 2015, 2017 2018, 2019)  | Vittoria (1985)                                            |

| Ottavi di finale       | Quarti di finale       | Semifinali             | Finale                 |
| ---------------------- | ---------------------- | ---------------------- | ---------------------- |
| Al meglio dei 7 frames | Al meglio dei 7 frames | Al meglio dei 7 frames | Al meglio dei 9 frames |

### Tabellone[4]
|  | Ottavi di finale | Ottavi di finale | Ottavi di finale |                |               | Quarti di finale | Quarti di finale | Quarti di finale |  |  | Semifinali | Semifinali | Semifinali |  |  | Finale | Finale | Finale |  |
|  |                  |                  |                  |                |               |                  |                  |                  |  |  |            |            |            |  |  |        |        |        |  |
|  | Jimmy White      | Jimmy White      | 4                |                |               |                  |                  |                  |  |  |            |            |            |  |  |        |        |        |  |
|  | Jimmy White      | Jimmy White      | 4                |                |               |                  |                  |                  |  |  |            |            |            |  |  |        |        |        |  |
|  | Joe Johnson      | Joe Johnson      | 1                |                |               |                  |                  |                  |  |  |            |            |            |  |  |        |        |        |  |
|  | Joe Johnson      | Joe Johnson      | 1                |                | Jimmy White   | Jimmy White      | 4                |                  |  |  |            |            |            |  |  |        |        |        |  |
|  |                  |                  |                  |                | Jimmy White   | Jimmy White      | 4                |                  |  |  |            |            |            |  |  |        |        |        |  |
|  |                  |                  | Peter Lines      | Peter Lines    | 1             |                  |                  |                  |  |  |            |            |            |  |  |        |        |        |  |
|  | Tony Knowles     | Tony Knowles     | Peter Lines      | Peter Lines    | 1             | 0                |                  |                  |  |  |            |            |            |  |  |        |        |        |  |
|  | Tony Knowles     | Tony Knowles     |                  |                |               |                  |                  |                  |  |  |            |            |            |  |  |        |        |        |  |
|  | Peter Lines      | Peter Lines      | 4                |                |               |                  |                  |                  |  |  |            |            |            |  |  |        |        |        |  |
|  | Peter Lines      | Peter Lines      | 4                |                | Jimmy White   | Jimmy White      | 4                |                  |  |  |            |            |            |  |  |        |        |        |  |
|  |                  |                  |                  |                |               |                  |                  |                  |  |  |            |            |            |  |  |        |        |        |  |
|  |                  |                  | Stephen Hendry   | Stephen Hendry | 2             |                  |                  |                  |  |  |            |            |            |  |  |        |        |        |  |
|  | Aaron Canavan    | Aaron Canavan    | Stephen Hendry   | Stephen Hendry | 2             | 4                |                  |                  |  |  |            |            |            |  |  |        |        |        |  |
|  | Aaron Canavan    | Aaron Canavan    |                  |                |               |                  |                  |                  |  |  |            |            |            |  |  |        |        |        |  |
|  | Leo Fernandez    | Leo Fernandez    | 3                |                |               |                  |                  |                  |  |  |            |            |            |  |  |        |        |        |  |
|  | Leo Fernandez    | Leo Fernandez    | 3                |                | Aaron Canavan | Aaron Canavan    | 1                |                  |  |  |            |            |            |  |  |        |        |        |  |
|  |                  |                  |                  |                | Aaron Canavan | Aaron Canavan    | 1                |                  |  |  |            |            |            |  |  |        |        |        |  |
|  |                  |                  | Stephen Hendry   | Stephen Hendry | 4             |                  |                  |                  |  |  |            |            |            |  |  |        |        |        |  |
|  | Stephen Hendry   | Stephen Hendry   | Stephen Hendry   | Stephen Hendry | 4             | 4                |                  |                  |  |  |            |            |            |  |  |        |        |        |  |
|  | Stephen Hendry   | Stephen Hendry   |                  |                |               |                  |                  |                  |  |  |            |            |            |  |  |        |        |        |  |
|  | Nigel Bond       | Nigel Bond       | 3                |                |               |                  |                  |                  |  |  |            |            |            |  |  |        |        |        |  |
|  | Nigel Bond       | Nigel Bond       | 3                |                | Jimmy White   | Jimmy White      | 5                |                  |  |  |            |            |            |  |  |        |        |        |  |
|  |                  |                  |                  |                |               |                  |                  |                  |  |  |            |            |            |  |  |        |        |        |  |
|  |                  |                  | Ken Doherty      | Ken Doherty    | 4             |                  |                  |                  |  |  |            |            |            |  |  |        |        |        |  |
|  | Ken Doherty      | Ken Doherty      | Ken Doherty      | Ken Doherty    | 4             | 4                |                  |                  |  |  |            |            |            |  |  |        |        |        |  |
|  | Ken Doherty      | Ken Doherty      |                  |                |               |                  |                  |                  |  |  |            |            |            |  |  |        |        |        |  |
|  | Rodney Goggins   | Rodney Goggins   | 3                |                |               |                  |                  |                  |  |  |            |            |            |  |  |        |        |        |  |
|  | Rodney Goggins   | Rodney Goggins   | 3                |                | Ken Doherty   | Ken Doherty      | 4                |                  |  |  |            |            |            |  |  |        |        |        |  |
|  |                  |                  |                  |                | Ken Doherty   | Ken Doherty      | 4                |                  |  |  |            |            |            |  |  |        |        |        |  |
|  |                  |                  | Darren Morgan    | Darren Morgan  | 2             |                  |                  |                  |  |  |            |            |            |  |  |        |        |        |  |
|  | Patrick Wallace  | Patrick Wallace  | Darren Morgan    | Darren Morgan  | 2             | 2                |                  |                  |  |  |            |            |            |  |  |        |        |        |  |
|  | Patrick Wallace  | Patrick Wallace  |                  |                |               |                  |                  |                  |  |  |            |            |            |  |  |        |        |        |  |
|  | Darren Morgan    | Darren Morgan    | 4                |                |               |                  |                  |                  |  |  |            |            |            |  |  |        |        |        |  |
|  | Darren Morgan    | Darren Morgan    | 4                |                | Ken Doherty   | Ken Doherty      | 4                |                  |  |  |            |            |            |  |  |        |        |        |  |
|  |                  |                  |                  |                |               |                  |                  |                  |  |  |            |            |            |  |  |        |        |        |  |
|  |                  |                  | Michael Judge    | Michael Judge  | 1             |                  |                  |                  |  |  |            |            |            |  |  |        |        |        |  |
|  | Wayne Cooper     | Wayne Cooper     | Michael Judge    | Michael Judge  | 1             | 4                |                  |                  |  |  |            |            |            |  |  |        |        |        |  |
|  | Wayne Cooper     | Wayne Cooper     |                  |                |               |                  |                  |                  |  |  |            |            |            |  |  |        |        |        |  |
|  | Gary Filtness    | Gary Filtness    | 2                |                |               |                  |                  |                  |  |  |            |            |            |  |  |        |        |        |  |
|  | Gary Filtness    | Gary Filtness    | 2                |                | Wayne Cooper  | Wayne Cooper     | 1                |                  |  |  |            |            |            |  |  |        |        |        |  |
|  |                  |                  |                  |                | Wayne Cooper  | Wayne Cooper     | 1                |                  |  |  |            |            |            |  |  |        |        |        |  |
|  |                  |                  | Michael Judge    | Michael Judge  | 4             |                  |                  |                  |  |  |            |            |            |  |  |        |        |        |  |
|  | Michael Judge    | Michael Judge    | Michael Judge    | Michael Judge  | 4             | 4                |                  |                  |  |  |            |            |            |  |  |        |        |        |  |
|  | Michael Judge    | Michael Judge    |                  |                |               |                  |                  |                  |  |  |            |            |            |  |  |        |        |        |  |
|  | Dennis Taylor    | Dennis Taylor    | 1                |                |               |                  |                  |                  |  |  |            |            |            |  |  |        |        |        |  |

### Century breaks
È stato realizzato un solo century break nel corso del torneo.
| N° | Giocatore   | Century breaks | Miglior break |
| -- | ----------- | -------------- | ------------- |
| 1  | Jimmy White | 1              | 130           |